# 義大利卡爾納羅攝政領
義大利卡爾納羅攝政領 （義大利語：Reggenza Italiana del Carnaro），義大利語中又稱阜姆集团（Impresa di Fiume）， 是鄧南遮于1919年在阜姆（現属克羅埃西亞里耶卡）自行宣布獨立的城国。

## 进军阜姆
第一次世界大戰期間，義大利同協約國簽訂《倫敦條約》。该条约承诺義大利可以擁有除阜姆外所有奧地利濱海區的領土。战后，巴黎和會再次兑现了这一承诺，而阜姆也被划归至南斯拉夫王國。
身為民族主義者，鄧南遮認為阜姆應屬於義大利，並對阜姆的「投降」感到憤怒。1919年9月12日，鄧南遮率领一支約2600人的部隊向阜姆進軍。此部隊的主要成員涵盖義大利皇家陸軍薩丁尼亞擲彈兵旅（Brigata "Granatieri di Sardegna"）的士兵和義大利領土收復主義者，其中不少成員都參与過伊松佐河戰役。鄧南遮的「軍團」從龙基-代莱焦纳里向阜姆進發，而后成功控制阜姆並迫使盟軍（美國、英國和法國）佔領軍撤出。這次行動被稱為Impresa di Fiume (直譯為「阜姆的事業」)。

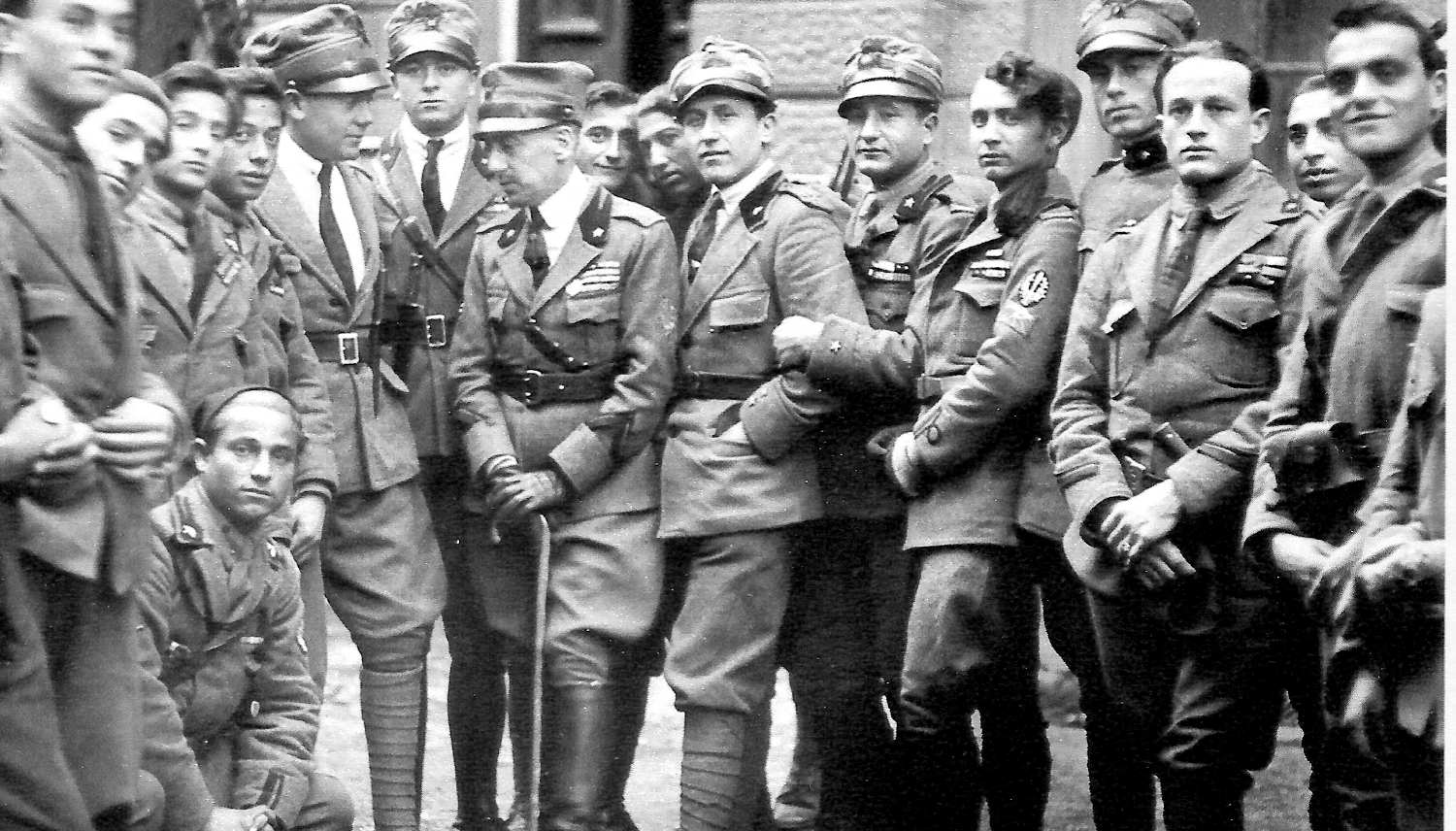
1919年，鄧南遮（中；持拐杖者）和一些阿迪蒂突擊隊前成員。鄧南遮右側面對著他的是阿圖羅·阿沃里奧（Arturo Avolio）中尉，阿迪蒂突擊隊在一戰的著名排長。

當日，鄧南遮宣布阜姆併入義大利王國。此舉受到当地義裔居民的熱烈歡迎 。不过義大利政府反對这一举动，並向鄧南遮施壓以令其撤軍。義大利政府並開始封鎖阜姆，要求主事者投降。未来主义运动领袖菲利波·托马索·马里内蒂曾於1919年9月待在阜姆，並稱讚此事件的領導人为「先遣部隊的逃兵」（disertori in avanti）。

## 權宜妥協方案
12月8日，義大利政府提出了一個「權宜妥協方案」（modus vivendi），承認阜姆同義大利合併的期望，並保證「只考慮一個和阜姆的宣稱一致的解決方案」。12月11日至12日，鄧南遮會見佩特羅·巴多格里奧上將，試圖獲得更多讓步。巴多格里奧拒絕，鄧南遮表示他會把權宜妥協方案提交至義大利阜姆全國委員會（Consiglio Nazionale Italiano di Fiume）。12月15日，全國委員會接受了該方案。
全國委員會做出決定後，鄧南遮向五千名群眾發表講話，煽動他們拒絕接受權宜妥協方案，並同時承諾將此問題付諸公民投票。公民投票於12月18日舉行，儘管出現暴力和違規行為，但結果表示絕大多數人支持權宜妥協方案。鄧南遮宣布選舉結果無效，指責投票中的暴力行為，並宣布他將親自做出最終決定。他最終拒絕了方案。根據美國歷史學家邁克爾·勒登（Michael Ledeen）的說法，鄧南遮此舉是為他不信任義大利政府，並懷疑義大利政府有沒有兌現承諾的能力。

## 攝政領的建立

義大利卡爾納羅攝政領艦艏旗

1920年9月8日，鄧南遮公布《卡爾納羅憲章》並宣布阜姆為義大利卡爾納羅攝政領所管轄。《卡爾納羅憲章》的內容及精神後來對義大利法西斯主義有所啟發。鄧南遮本人擔任攝政領的獨裁者，頭銜為司令（Comandante）。
卡爾納羅（Carnaro）一詞來自於阜姆所在的卡爾納羅灣。鄧南遮曾一時將攝政領的統治權延伸到克爾克島。

## 卡爾納羅憲章
《卡爾納羅憲章》（義大利語：Carta del Carnaro）結合了國家工團主義，法团主义和民主共和主義思想。鄧南遮經常被視為義大利法西斯主義理想和技術的先驅，他在和工團主義者阿爾塞斯特·德·安布里斯（Alceste De Ambris）共同起草憲章時明確的表示了自己的政治思想。德·安布里斯提供了法律和政治的框架，而鄧南遮則加入的他作為詩人的技巧。該憲章將音樂定義為「宗教和社會機構」。

### 法團
憲章建立了一個法团主义國家，由九個法團組成，分別代表不同經濟部門。公民將強制參與其中一個法團，另外加上由鄧南遮設計，具有象徵意義的第十個法團，代表「優秀的個人」（如詩人，「英雄」和「超人」）。 其他九個法團如下：
- 工農業工人海員
- 雇主
- 工農業技術人員
- 私人官僚和行政人員
- 教師和學生
- 律師和醫生
- 公務人員
- 合作社工人

### 行政機關
行政權由以下七位部長（rettori）行使：
- 外交部長
- 財政部長
- 教育部長
- 警察和司法部長
- 國防部長
- 公共經濟部長
- 勞動部長

### 立法機關
立法權由兩院制立法機關行使。兩院聯席會議「卡爾納羅議會」(Arengo del Carnaro)負責同外國締約，修改憲法，及在緊急情況下任命司令。阿倫戈一詞來源於中世紀時期義大利北部的公設議會。
- 菁英委員會(Consiglio degli Ottimi)由普通選舉產生，任期為三年，每1000人有一席議員。該委員會負責民事和刑事司法、警察、武裝部隊、教育、智識生活和中央政府與公社關係等事項的立法。
- 法團委員會(Consiglio dei Provvisori)由九個法團選出，共60席，任期為兩年。該委員會負責商業和商業、勞動關係、公共服務、運輸和商船、關稅貿易、公共工程、醫療和法律專業等事項的立法。

### 司法機關
司法權由以下法院行使：
- 最高法院（Corte della Ragione，字面意義「理性法院」）
- 公社法院（Buoni Uomini，字面意義「好人」）
- 勞動法庭（Giudici del Lavoro，字面意義「勞動法法官」）
- 民事法院（Giudici Togati，字面意義「穿長袍的法官」）
- 刑事法庭（Giudici del Maleficio，其中maleficio一詞為「錯誤行為」的文學形式，但它也可以解釋為「詛咒」）

### 後續影響
法西斯主义的创始人貝尼托·墨索里尼深受《卡爾納羅憲章》及鄧南遮施政风格的影響。因此，鄧南遮被形容為“義大利法西斯主義的施洗約翰”。意大利法西斯主義的诸多儀式都繼承了鄧南遮佔領阜姆期間所發明的儀式。其中包括陽台致詞、羅馬式敬禮、的戰鬥口號（取自阿基里斯於《伊利亞德》中的口號）、面向公眾具有戲劇性和修辭性的語言及在世俗環境下重新使用宗教符號。同時也包括鄧南遮在阜姆的施政方式：法團主義國家的經濟模式、舞台表演技巧、具由濃厚民族主義情感的大型公共儀式，及身穿黑色軍服的阿迪蒂突擊隊：紀律嚴明，獸性十足，強力鎮壓反對者。鄧南遮據稱還發明了強灌對手大量蓖麻油（一種非常有效的瀉藥）的作法，這種做法有效羞辱、致殘或殺死敵人，常受墨索里尼的黑衫軍所用。

## 滅亡
1920年11月12日批准的拉帕洛條約使阜姆成為獨立國家，即「阜姆自由邦」。
鄧南遮無視《拉帕洛条约》並宣布向義大利宣戰。1920年12月24日，義大利皇家陸軍元帥恩里科·卡維利亞（Enrico Caviglia）向阜姆發起全面進攻。經過數小時的激戰，雙方宣布聖誕節停戰。12月26日戰鬥再次打響。由於鄧南遮的軍團士兵拒絕投降，並用機槍和手榴彈強烈反擊，意大利無畏艦安德烈亞·多里亞號和卡約·杜伊利奧號開火，轟炸阜姆三天。鄧南遮於12月28日辭職，攝政領則在12月30日宣布投降，由義大利軍隊所佔領。鄧南遮於1921年1月回到義大利，終生未回阜姆。
阜姆自由邦持續直到1924年被義大利王國依《羅馬條約》併吞，歸屬阜姆省管轄。

## 外部連結
- （英語）The Charter of Carnaro
- https://web.archive.org/web/20180509072247/http://www.reakt.org/fiume/index_2.html
- https://web.archive.org/web/20180124083210/http://www.reakt.org/fiume/charter_of_carnaro.html
- Richard Doody. . （原始内容存档于22 December 2007）.
- https://web.archive.org/web/20070212090316/http://www.crwflags.com/fotw/flags/hr-fiume.html
- http://worldatwar.net/nations/other/fiume/
- https://web.archive.org/web/20090715162114/http://www.karr.net/Constitution_of_Fiume/etexts.htm